# N-Gage 2.0

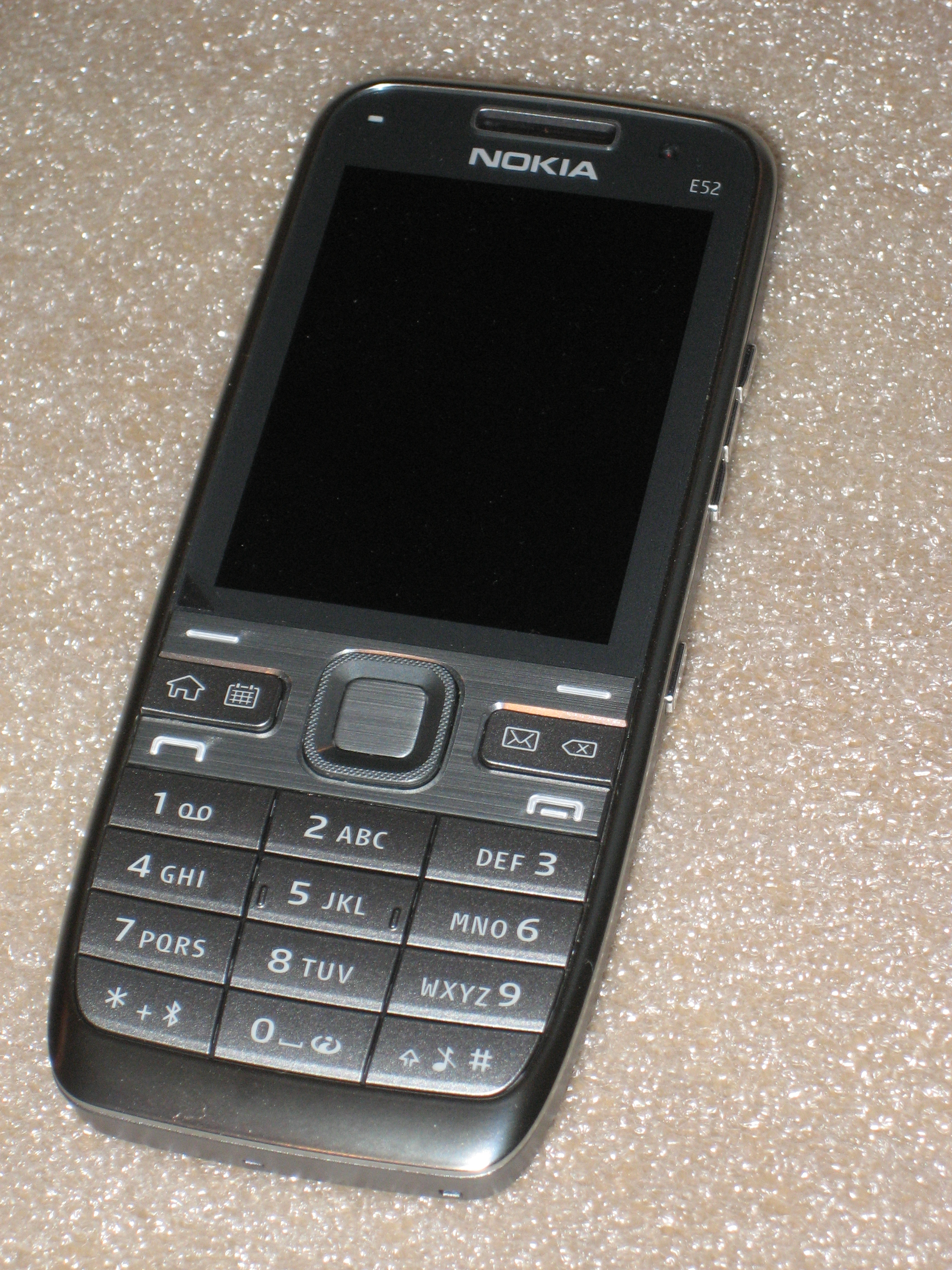
Nokia E52 - jeden z telefonów obsługujących usługę N-Gage 2.0

N-Gage 2.0 (Next Generation N-Gage) – reaktywacja platformy do gier mobilnych Nokii. W przeciwieństwie do pierwszego N-Gage (konsolofonów N-Gage i N-Gage QD), N-Gage 2.0 to platforma programowa a nie sprzętowa.
Korzystanie z N-Gage 2.0 jest możliwe na większości telefonów Nokii z systemem Symbian s60v3 (np. Nokia N95, N82, N96, N81) oraz s60v5 (N97). Ze względów finansowych 30 października 2009 Nokia podjęła decyzję o zakończeniu wspierania platformy. We wrześniu 2010 roku została ostatecznie zamknięta.

## Obsługiwane telefony
- Nokia N97
- Nokia N95
- Nokia N95 Navi
- Nokia N95 8 GB
- Nokia N96
- Nokia N82
- Nokia N85
- Nokia N81
- Nokia N81 8 GB
- Nokia N78
- Nokia N79
- Nokia N86 8 MP
- Nokia E75
- Nokia E51
- Nokia E52
- Nokia 5630
- Nokia 5320
- Nokia 6210 Navigator
- Nokia N86
- Nokia 6720 classic
- Nieoficjalnie wszystkie telefony z Symbianem s60v3 i część z s60v5

## Gry komputerowe
- FIFA 08
- System Rush: Evolution
- Brain Challenge
- Block Breaker Deluxe
- Dogz
- Space Impact: Kappa Base
- Pro Series Golf
- Midnight Pool 3D
- One
- World Series of Poker: Pro Challenge
- The Sims 2: Zwierzaki
- Mile High Pinball
- Snakes Subsonic
- Asphalt Urban GT 3 Street Rules
- Hooked On: Creatures of the Deep
- Bounce Boing Voyage
- Brothers in Arms
- Reset Generation
- Crash Bandicoot Nitro Cart
- Dirk dagger
- Café Sudoku
- Star Wars: The Force Unleashed
- Café Solitaire 12-pack
- FIFA 09
- Bloom Blox
- Metal Gear Solid
- Resident Evil Degeneration
- Prince of Persia
- Monopoly: Here & Now
- Asphalt Urban GT 4 Elite Racing
- Need for Speed: Undercover
- Real Football 2009
- Worms World Party
- Café Hold'Em Poker
- Age of Empires III
- Spore Origins